# GSM-R

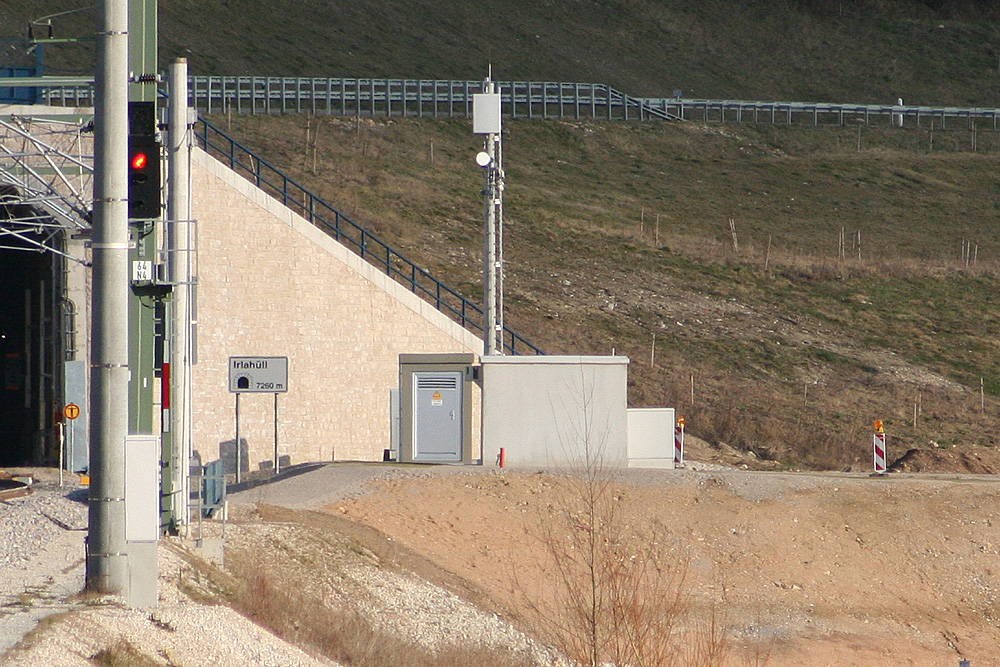
ニュルンベルク-インゴルシュタット-ミュンヘン高速線沿線にあるGSM-R基地局塔

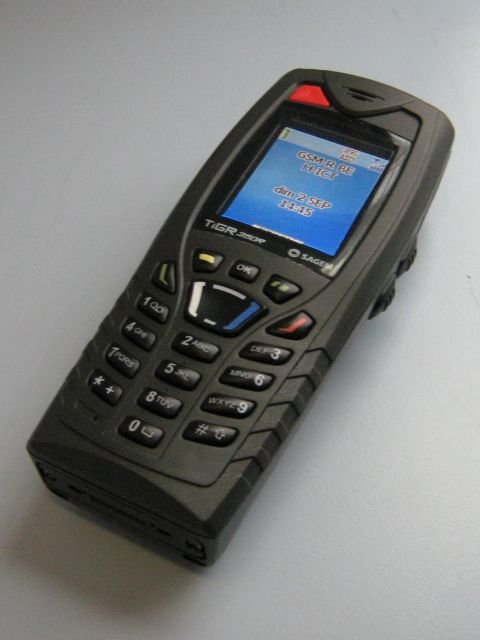
ベルギー国鉄で用いられているGSM-R携帯電話機

GSM-R(Global System for Mobile communications - Railway)はGSMを基にした移動通信システムで国際標準のシステムである。GSM-RはERTMSのサブシステムでもあり、鉄道のコミュニケーションとアプリケーションのために特化した無線通信プラットフォームで、主に列車と指令所間の通信に用いられている。GSM-RのベースとなるGSMとEIRENE - MORANEでは、どのような通信でも損失なく、500km/hの速度でもそのパフォーマンスを保証している。
GSM-RはおそらくLTE-Rに取って代わられると予想され、 最初の商用化は韓国となっている。しかしながら、LTE は"4G"プロトコルと見做されており、一部の鉄道ではアップグレードサイクルのタイミングに応じて"5G"に移行することを検討しているため、技術的な世代はスキップされている。

## 背景
GSM-RはGSM技術を基に築き上げられた。そして、GSM技術から得られた技術から既存のアナログ鉄道通信網に取って代わる効率的なデジタル通信手段を目指している。一つの通信プラットホームを使うことにより、インターオペラビリティを達成することを目的としており、ヨーロッパの鉄道会社の間で10年以上協同してきた。GSM-Rは新しいヨーロッパの鉄道保安設備であるERTMSの一部でもあり、直接合図している情報を運転士へ伝達する。そして、高水準の安全性により高頻度の列車運行を支えている。仕様は2000年に確定したが、EUのMORANE（Mobile Radio for Railways Networks in Europe）プロジェクトに基づいている。
仕様は国際鉄道連合のERTMSプロジェクトによって維持されている。世界中で38カ国から選ばれており、EU加盟諸国とアジア、ユーラシアと北アフリカにそれぞれの国も含まれている。中華人民共和国の青蔵鉄道でも使用されている。
GSM-Rは運転士を含む運行スタッフ、指令、信号所スタッフ、車両技師、駅務員などにとって音声とデータにとって安全なプラットフォームである。非常時の際には同時に複数を呼び出せる。貨物列車の追跡や、駅、列車での旅客案内サービス、ビデオ監視などもサポートしている。鉄道線路の近くに専用の基地局塔を使い情報を提供している。基地局間の距離は3～4kmで、高度な冗長でより高い有効性と信頼性を作り出している。ドイツやイタリア、フランスのGSM-R網には、3,000～4,000の基地局が存在する。